# ورمزیار (ارومیه)
ورمزیار، روستایی از توابع بخش مرکزی شهرستان ارومیه در استان آذربایجان غربی ایران است زبان مردم این روستا کردی است. 

## جمعیت
این روستا در دهستان باراندوز قرار دارد و براساس سرشماری مرکز آمار ایران در سال ۱۳۸۵، جمعیت آن ۲۹۲ نفر (۵۳خانوار) بوده‌است.